# Őszes denevér
Az őszes denevér (Lasionycteris noctivagans) az emlősök (Mammalia) osztályának denevérek (Chiroptera) rendjébe, ezen belül a kis denevérek (Microchiroptera) alrendjébe és a simaorrú denevérek (Vespertilionidae) családjába tartozó faj.

## Előfordulása
Bermuda, Kanada, Mexikó és az Amerikai Egyesült Államok területén honos. Természetes élőhelye a mérsékelt övi erdők és a mediterrán barlangok.

## Megjelenése
Testhossza 100 mm. Alkarhossza 270–310 mm. Testtömege 8-12 g. A szőrzete fekete, de vannak ezüst vagy „ősz” szőrszálai.

## Életmódja
Az őszes denevér (csak úgy, mint a többi denevér) éjjel aktív, a nappalt a barlangba tölti és rajokban él. Tápláléka rovarok. Természetes ellenségei a csíkos bűzösborz és a amerikai uhu. Körülbelül 12 évig él.

## Szaporodása
A párzási időszak ősszel van. Az 50-60 napig tartó vemhesség végén 1-2 kölyköt hozz világra. 36 naposan kerül sor az elválasztásra.